# Herbert Gruhl
Herbert Gruhl, född 22 oktober 1921 i Gnaschwitz, död 26 juni 1993 i Regensburg, var en tysk politiker, miljöaktivist och författare, som anses ha varit en av De Grönas grundare.

## Biografi
Herbert Gruhl föddes 1921 som son till en bonde i Gnaschwitz och kommer från en gammal etablerad familj Lusatian. Före det andra världskriget deltog han i en lantbruksutbildning. Efter militärtjänst och fångenskap studerade han vid Humboldt-Universität zu Berlin, sedan i den nybildade Freie Universität Berlin, där han studerade tyska, historia och filosofi. År 1957 fick han sin doktorsgrad med en avhandling om Hugo von Hofmannsthal.
År 1961 flyttade han till Barsinghausen i Hannover och först blev involverade 1961-1972 i lokala kommunfullmäktige. Professionellt, arbetade han som anställd i organisationen Vertrieb GmbH verksamt i Hannover. Gruhl var gift och hade fyra barn.

## Politisk karriär
Herbert Gruhl var från 1954 till 1978 verksam inom den Kristdemokratiska unionen. Från 1978 till 1981 var han aktiv inom Allians 90/De gröna, och han samt Petra Kelly var partiets ledande kandidater vid dess första val, Europaparlamentsvalet 1979. Herbert Gruhl anses ha varit en av grundarna till De Gröna, han kom emellertid att bryta med De Gröna 1982 och han grundade då Ökologisch-Demokratische Partei.